# شاهزاده تاکه‌چی
شاهزاده تاکه‌چی (به ژاپنی: 高市皇子, Takechi no miko, Takechi no ōji); ح. ۶۵۴ – ۱۳ اوت ۶۹۶ (۴۱−۴۲ سال)) سیاستمدار اهل ژاپن بود. عضو خانواده سلطنتی ژاپن در دوره آسوکا، پسر ارشد امپراتور تنمو بود.
او در کنار پدرش در جنگ جین‌شین (۶۷۲)، نبرد جانشینی، که منجر به تبدیل شدن پدرش به امپراتور شد، جنگید. در سن ۱۹ سالگی توسط پدرش به جبهه جنگ در منطقه کنونی منطقه فووه، استان مینو (اکنون بخش جنوبی استان گیفو) به عنوان پیشتاز و فرمانده کل اعزام شد. در سال ۶۷۹، زمانی که در یوشینو با پدرش بود، با خواهر و برادرش سوگند همکاری یاد کرد. هنگامی که امپراتریس جیتو در سال ۶۸۶ به سلطنت رسید، دایجو-دایجین شد و به امور حکومتی رسیدگی می‌کرد. او در سال ۶۹۶ به‌طور ناگهانی درگذشت و برخی تصور می‌کردند که یک ترور است.